# Islamschan Kassymschanowitsch Nassyrow
Islamschan Kassymschanowitsch Nassyrow (russisch Исламжан Касымжанович Насыров; * 8. April 1998 in Luschki) ist ein russischer Fußballspieler.

## Karriere
Nassyrow begann seine Karriere bei Nosta Nowotroizk. Zur Saison 2015/16 rückte er in den Kader der ersten Mannschaft des Drittligisten. In seiner ersten Saison kam er zu 13 Einsätzen in der Perwenstwo PFL. In der Saison 2016/17 spielte er 15 Mal in der dritten Liga. In der Saison 2017/18 absolvierte er 18 Partien. In der Saison 2018/19 kam er in 24 Spielen zum Einsatz.
Im Juli 2019 wechselte Nassyrow zum Erstligisten Ural Jekaterinburg. Dort debütierte der Außenverteidiger im August 2019 gegen Krylja Sowetow Samara in der Premjer-Liga. Bis zum Ende der Saison 2019/20 kam er siebenmal im Oberhaus zum Einsatz. Im August 2020 wurde er an den Zweitligisten FK Orenburg verliehen. Für Orenburg spielte er bis zur Winterpause elfmal in der Perwenstwo FNL.
Im Januar 2021 kehrte Nassyrow vorzeitig nach Jekaterinburg zurück. Für Ural kam er anschließend bis Saisonende ausschließlich für die Drittliga-Reserve zum Einsatz. Nach einem Einsatz in der Saison 2021/22 in der Premjer-Liga wurde er im September 2021 ein zweites Mal verliehen, diesmal an den Drittligisten FK Tjumen. Für Tjumen spielte er 19 Mal in der PFL. Zur Saison 2022/23 kehrte er nicht mehr nach Jekaterinburg zurück, sondern wechselte fest zum Zweitligisten Arsenal Tula.